# 5-磺基水杨酸
5-磺基水杨酸 ，通称磺基水杨酸，簡稱Saal，可以被用来在尿检中检测尿蛋白质的含量。这种试剂可以导致溶液中的蛋白质沉淀，然后可以用来检测浊度。
5-磺基水杨酸可以用作陽極處理的整体染色，也可以在pH=1.5~2.5環境下和鐵(III)離子結合生成紫紅色錯合物，故可用于检测铁(III)离子。